# El Archivo de Santiago Ramón y Cajal y la Escuela Española de Neurohistología
El Archivo de Santiago Ramón y Cajal y la Escuela Española de Neurohistología (ang. Archives of Santiago Ramon y Cajal and the Spanish Neurohistological School) – zbiory książek, dokumentów i przedmiotów pozostałych po Santiago Ramónie y Cajalu, hiszpańskim pionierze neurologii oraz kilku jego uczniach i współpracownikach. Zbiory te, jako dokumentujące powstanie nowoczesnej neurologii, zostały wpisane na listę Pamięci Świata w 2017. W skład wchodzą książki, rękopisy, preparaty anatomiczne (głównie neurologiczne), rysunki i obrazy (zarówno ilustracje medyczne, jak i dzieła artystyczne), korespondencja, zdjęcia (zarówno naukowe, jak i inne) oraz rzeczy używane przez naukowców.

## Zbiory archiwów
Wpisem do Pamięci Świata objęte są następujące zbiory: El Legado Cajal  w Madrycie, Archivo del Colegio Publico Pio del Rio Hortega w Valladolid, Archivo de Fernando de Castro w Madrycie, Archivo Pedro Ramón y Cajal w Saragossie i Archivo de Rafael Lorente de Nó w Meksyku.

### Legado Cajal
Santiago Ramón y Cajal chciał, aby jego zbiory były zachowane w Instituto Cajal. Po jego śmierci w 1934 zbiory zostały przeniesione do instytutu. Tam przetrwały wojnę domową, nietknięte, mimo że Instytut został uszkodzony w czasie bombardowania. W 1945 w instytucie otwarto małe muzeum prezentujące te zbiory. Gdy w 1989 instytut przeniesiono na nowe miejsce, zabrakło tam miejsca dla muzeum i zbiory zmagazynowano w małym pomieszczeniu (w warunkach zapewniających dobre przechowywanie, w stabilnej temperaturze i wilgotności), co uniemożliwia ich prezentację w formie muzealnej i utrudnia korzystanie z nich jako archiwum. Zbiory pochodzące od Cajala zaczęto po pewnym czasie uzupełniać pracami jego uczniów.
W skład tych zbiorów, znanych jako Legado Cajal, wchodzą wszystkie książki napisane przez Cajala oraz książki z jego prywatnej biblioteki (prace jego uczniów i współpracowników oraz inne dzieła naukowe z XIX wieku), a także 4186 listów, dokumentów i rękopisów. Oprócz nich zachowano 2645 szkiców i rysunków (1756 sporządzonych przez Cajala i 889 innego autorstwa), 4 obrazy olejne namalowane przez Cajala, będące ilustracjami anatomicznymi, 17 150 preparatów (3000 sporządzonych przez Cajala) oraz 2773 fotografie i mikrofotografie.
Oprócz spuścizny pozostawionej przez Ramóna Cajala (Legado Cajal), będącej własnością państwa i zarządzanej przez Instytuto Cajal, w skład Archives of Santiago Ramon Y Cajal and the Spanish Neurohistological School włączono 4 kolekcje prywatne. Są to: Archivo del Colegio Publico Pio del Rio Hortega w Valladolid, Archivo de Fernando de Castro w Madrycie, Archivo Pedro Ramón y Cajal w Saragossie i Archivo de Rafael Lorente de Nó.

### Archivo del Colegio Publico Pio del Rio Hortega w Valladolid
Pozostałe po Pío del Río-Hortega, który w czasie wojny 1936–1939 wyemigrował i zmarł w Argentynie. Część zbiorów została przewieziona na uniwersytet w Valladolid i jest dostępna publicznie, druga część jest w posiadaniu rodziny. Całość obejmuje 35 publikacji naukowych, 5 rękopisów (jedna książka i 4 materiały konferencyjne), 750 listów i kartek pocztowych, 50 dokumentów (dyplomy, programy itp.), 11 rysunków naukowych, 60 preparatów oraz zdjęcia.

### Archivo de Fernando de Castro w Madrycie
W posiadaniu rodziny Fernanda de Castro znajdują się: 3 książki, 2 podręczniki i 65 publikacji (w tym 9 dotyczących Cajala oraz Szkoły), rękopis książki napisanej w 1933 wspólnie z Cajalem, 11 innych dokumentów i około 2 tysięcy listów. Oprócz tego 609 rysunków (w tym 531 sporządzonych przez Castro), 4129 preparatów i tysiące fotografii różnych autorów. Przechowywane są też 3 mikroskopy i inne pamiątki.

### Archivo Pedro Ramón y Cajal w Saragossie
Archiwum pozostawione przez Pedra Ramóna y Cajala, brata Santiago. Przechowywane przez krewnych Pedra. Składa się z 20 publikacji naukowych, 2 manuskryptów Santiago i 8 listów oraz manuskryptów Pedra, 50 rysunków oraz 150 preparatów. W skład kolekcji wchodzi też 350 płyt ze zdjęciami stereoskopowymi, wykonanymi przez Santiago.

### Archivo de Rafael Lorente de Nó
Po Rafaelu Lorente de Nó pozostało 65 rysunków i 100 preparatów, które są przechowywane przez Jorge Larriva-Sadha, jednego z uczniów Rafaela Lorente de Nó, w laboratorium Instytutu Neurobiologii oraz bibliotece kampusu Juriquilla UNAM w Meksyku.